# Пчільники
Пчі́льники (до 1945 року — Аранда, крим. Aranda) — село Феодосійського району Автономної Республіки Крим. Розташоване на північному заході району.